# スタネン
スタネン（英: Stanene）とは、グラフェンの炭素原子をスズ元素で置き換えたハチの巣格子状に結晶を組んだグラフェン状物質のことである。2015年に入り、スズのハニカム構造であるスタネンが実験的に合成された。2018年、合金表面上において、大面積のスタネンが生成され大変注目されている。
スズは原子が炭素より大きいために、スピン軌道相互作用が大きくなる。このためスタネンにはグラフェンよりも豊かな物性が潜んでいる事が期待できる。実際、スタネンは、最近、大きな関心を集めているトポロジカル絶縁体を実現している物質の有力候補である。